# Place Colignon
Pour les articles homonymes, voir Colignon.
La place Colignon (en néerlandais : Colignonplein) est une place bruxelloise de la commune de Schaerbeek, située au bout de la rue Royale Sainte-Marie.
Les numéros impairs des maisons de la place progressent de la rue Royale Sainte-Marie jusqu'à l'avenue Maréchal Foch par la gauche, tandis que les numéros pairs vont également de la rue Royale Sainte-Marie jusqu'à l'avenue Maréchal Foch mais par la droite.
La rue Verhas, la rue Floris, la rue Quinaux, la rue Général Eenens et la rue Verwée y aboutissent également.
La place est surtout connue pour abriter en son milieu l'Hôtel communal de Schaerbeek.

## Origine du nom
La place porte le nom d'un militaire et ancien bourgmestre de Schaerbeek, Achille Colignon, né à Lixhe le 22 août 1813 et décédé à Schaerbeek le 29 juin 1891.

D'autres voies ont reçu le nom d'un ancien bourgmestre schaerbeekois :
- avenue et place Dailly
- avenue Docteur Dejase
- avenue Raymond Foucart
- rue Geefs
- place Général Meiser
- rue Goossens
- rue Herman
- avenue Huart Hamoir
- rue Guillaume Kennis
- rue Ernest Laude
- rue Massaux
- boulevard Auguste Reyers
- rue Van Hove

Une future station de métro portera le nom de la place. Les travaux devraient commencer en 2018.

## Adresses notables
- Hôtel communal (classé par arrêté royal le 13 avril 1995)
- no 3 : Bureau de poste

## Galerie de photos

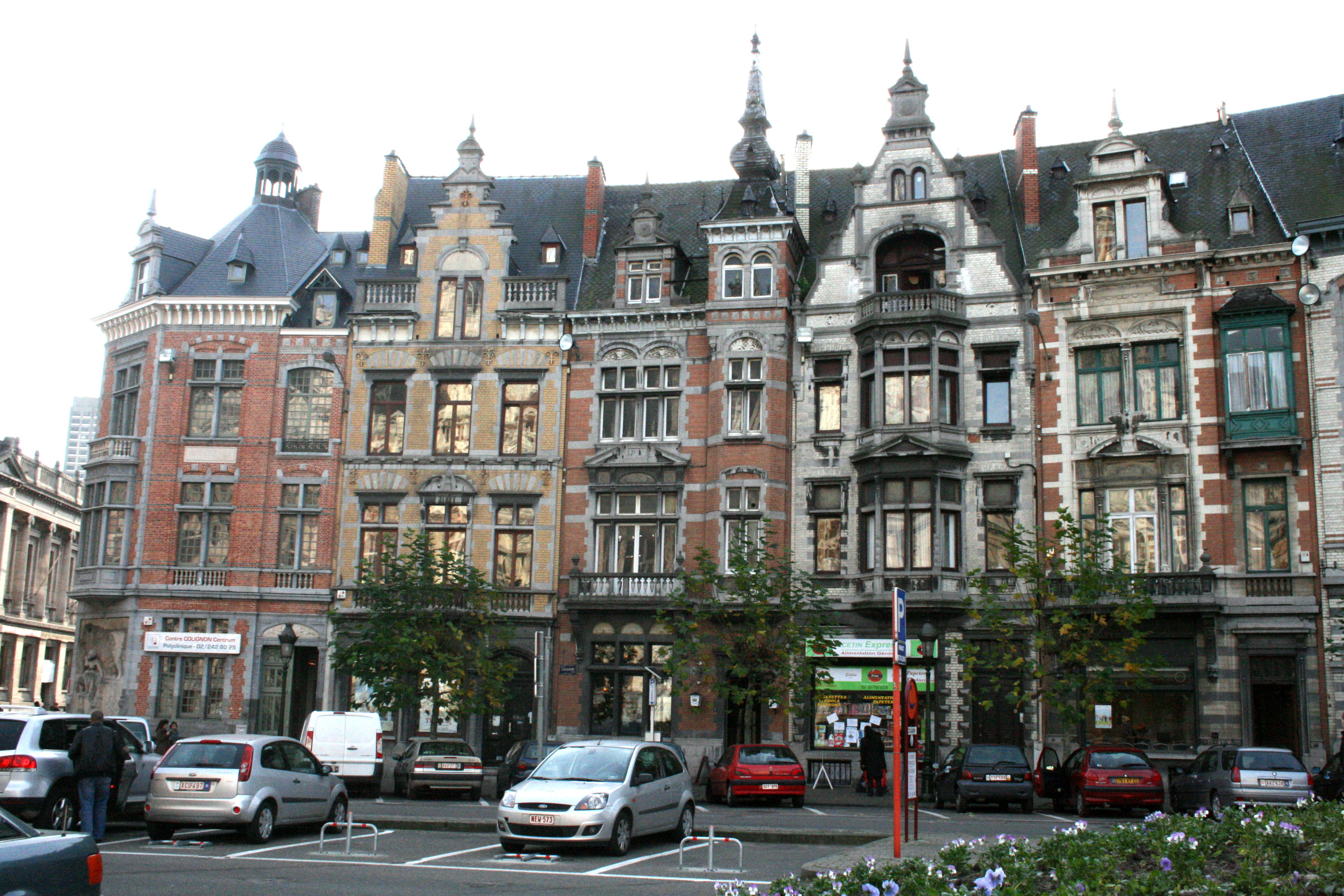
Maisons faisant face à l'Hôtel communal
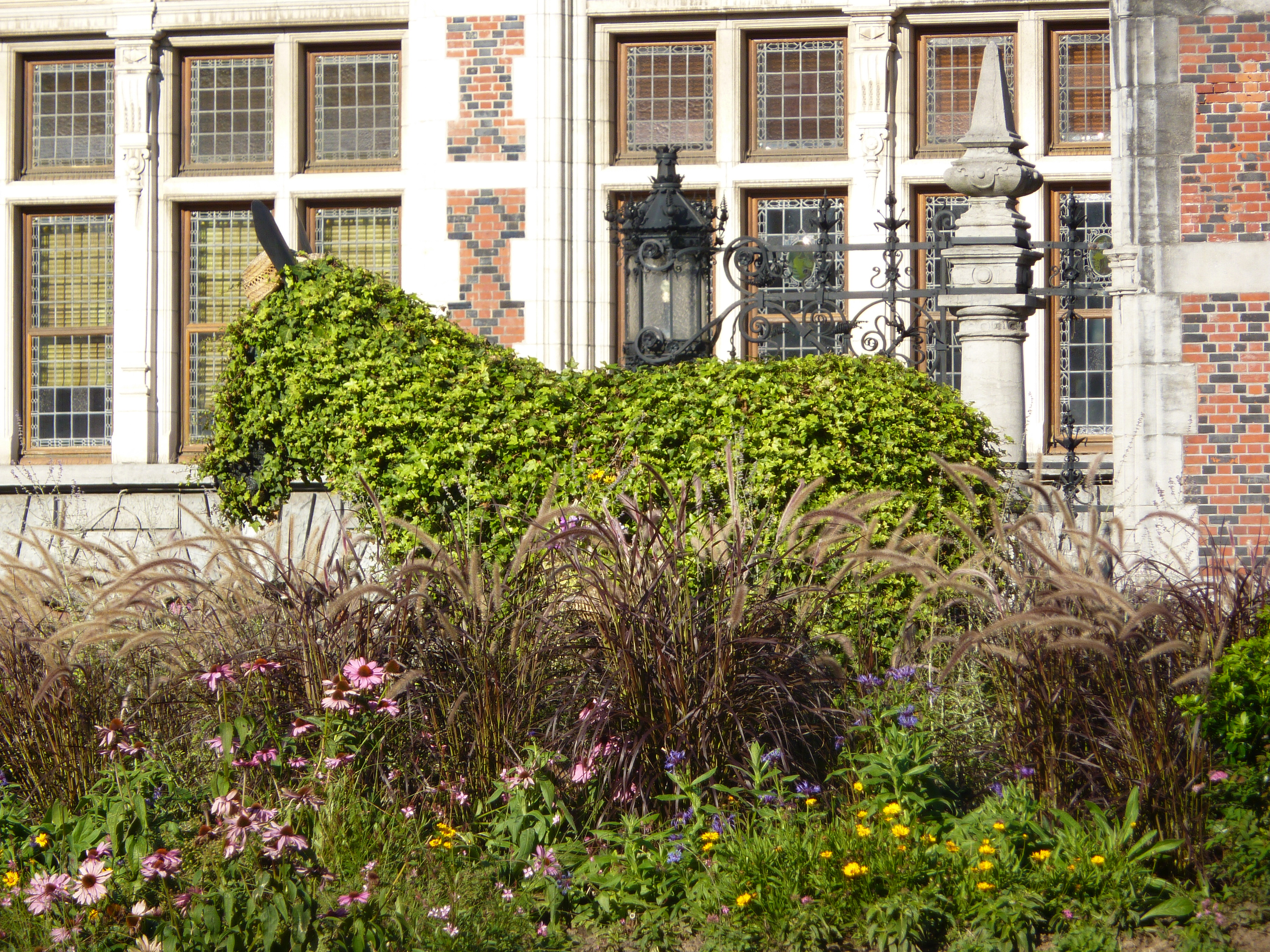
L'âne Colignou. L'âne est un des symboles de Schaerbeek